# Jardinella coreena
Jardinella coreena é uma espécie de gastrópode  da família Hydrobiidae.
É endémica da Austrália.